# Cavagnac
Cavagnac är en kommun i departementet Lot i regionen Occitanien i södra Frankrike. Kommunen ligger i kantonen Vayrac som tillhör arrondissementet Gourdon. År 2022 hade Cavagnac 415 invånare.

## Befolkningsutveckling
Antalet invånare i kommunen Cavagnac
| Referens: INSEE |